# Symphonie no 9 de Dvořák
Pour les articles homonymes, voir Symphonie no 9.
« Du Nouveau Monde »
La Symphonie no 9 en mi mineur, B. 178 (op. 95) « Du Nouveau Monde » (en tchèque : Symfonie č. 9 e moll « Z nového světa ») est composée par Antonín Dvořák en 1893 et exécutée le 16 décembre de la même année au Carnegie Hall par l'Orchestre philharmonique de New York sous la direction d'Anton Seidl. Elle est la plus connue des symphonies de Dvořák et l'une des œuvres les plus populaires du répertoire symphonique moderne.

## Historique
Dvořák la compose durant son séjour aux États-Unis (1892-1896) alors qu'il travaille comme directeur du Conservatoire de New York et vit sur la Première avenue de Manhattan. La partition est écrite entre janvier et mai 1893.
Le deuxième mouvement est le plus reconnu par la nostalgie qui en émane. Dans un article publié le 15 décembre 1893 dans le New York Herald, Dvořák explique en quoi la musique des peuples natifs d'Amérique a influencé sa symphonie :

« Je n'ai utilisé aucune des mélodies indiennes. J'ai simplement écrit des thèmes originaux englobant les particularités de cette musique et, utilisant ces thèmes comme sujets, je les ai développés avec les moyens des rythmes modernes, contrepoints et couleurs orchestrales. »

Dans le même article, Dvořák indique qu'il considère le deuxième mouvement comme « une étude pour une future œuvre, soit une cantate ou un opéra... qui sera fondée sur The Song of Hiawatha de Longfellow » (il n'écrivit jamais cette œuvre). Il précise également que le troisième mouvement scherzo est « inspiré d'une scène de fête dans Hiawatha pendant laquelle les Indiens dansent ».
La symphonie est créée le 16 décembre 1893 au Carnegie Hall, sous la direction d'Anton Seidl,.
Neil Armstrong emporta un enregistrement audio de cette symphonie lors de la mission Apollo 11, la première à déposer un homme sur la Lune, en 1969,.

## Manuscrit original
La partition qui a été publiée présente quelques différences avec le manuscrit de Dvořák. La partition publiée est la version pratiquement toujours jouée aujourd'hui. Cependant la version originale écrite par Dvořák a été défendue par le chef Denis Vaughan, qui l'a interprétée pour la première fois le 17 mai 2005 avec l'Orchestre philharmonique de Londres au Royal Albert Hall à Londres.

## Structure
La symphonie est composée de quatre mouvements :
1. Adagio, (à 
) - Allegro molto (à 
), en mi mineur (9 min 30 s - 12 min 15 s avec la reprise - environ) ;
2. Largo, (à ) en ré♭majeur, puis do # mineur (13 minutes environ), « mouvement le plus célèbre de la symphonie, et le plus typiquement américain[1] » ;
3. Scherzo : Molto vivace, (à 
) en mi mineur ;
4. Allegro con fuoco, (à ) en mi mineur, la coda en mi majeur.

## Orchestration
| Instrumentation de la Neuvième symphonie                                                                      |
| Cordes |
| premiers violons, seconds violons, altos, violoncelles, contrebasses                                          |
| Bois |
| 2 flûtes, dont une jouant du piccolo 2 hautbois, dont un jouant du cor anglais 2 clarinettes en la, 2 bassons |
| Cuivres |
| 4 cors (2 en mi, 2 en ut), 2 trompettes en mi, 3 trombones (2 ténors et 1 basse), 1 tuba                      |
| Percussions                                                                                                   |
| timbales, triangle (3e mvt), cymbales (4e mvt)                                                                |

## Analyse
Au sujet de l'œuvre, André Lischke relève que « tout en conservant son caractère personnel bien reconnaissable dans certains thèmes, dans l'harmonie, dans l'orchestration, Dvorak y adapte avec une remarquable homogénéité des éléments mélodiques américains, — ou plus exactement imités de ceux-ci, car il n'utilise aucun thème préexistant (même si l'on s'est plu, rétrospectivement, à rechercher des ressemblances) ; il emploie, en fait, des formules typiques, comme le rythme pointé et syncopé, et certains modes (pentatonisme, mineur naturel) ». Pour le musicologue, « œuvre riche et puissante, d'une remarquable clarté en raison du relief de ses idées, la Symphonie « Du Nouveau Monde », aussi slave qu'américaine, pourrait être dite, aussi bien, « Symphonie du Monde Entier ». Sa popularité, justifiée, n'a eu que le tort d'occulter certaines des symphonies précédentes de Dvorak ».

## Repères discographiques
La Symphonie a été enregistrée plus de 600 fois à ce jour. Parmi cet imposant legs discographique, se distinguent notamment :
- Ferenc Fricsay, avec l'Orchestre philharmonique de Berlin, 1959[11],[12].
- Karel Ančerl, avec l'Orchestre philharmonique tchèque, 1961[11],[12].
- Leonard Bernstein, avec l'Orchestre philharmonique de New York, 1962[11],[12].
- Herbert von Karajan, avec l'Orchestre philharmonique de Berlin, plusieurs versions dont 1964[11].
- Rafael Kubelík, avec l'Orchestre philharmonique de Berlin, 1972[11].
- Kirill Kondrachine, avec l'Orchestre philharmonique de Vienne, 1979[11].
- Zdeněk Mácal, avec l'Orchestre philharmonique de Londres, 1980.
- Lorin Maazel, avec l'Orchestre philharmonique de Vienne, 1983.
- Sir Georg Solti, avec l'Orchestre symphonique de Chicago, 1983[11].
- Christoph von Dohnányi, avec l'Orchestre de Cleveland, 1984[11].
- Herbert von Karajan, avec l'Orchestre philharmonique de Vienne, 1985[11].
- Neville Marriner, avec l'Orchestre symphonique du Minnesota, 1990.
- Colin Davis, avec l'Orchestre symphonique de Londres, 1999.
- Nikolaus Harnoncourt, avec l'Orchestre du Concertgebouw d'Amsterdam, 1999[11].
- Marin Alsop, avec l'Orchestre symphonique de Baltimore, 2007[11].
- Andris Nelsons, avec l'Orchestre symphonique de la radio bavaroise, 2010[11],[12].
- Michel Tabachnik, avec le Brussels Philharmonic, 2011[12].
- Jiří Bělohlávek, avec l'Orchestre philharmonique tchèque, 2013[12].

## Utilisation dans la culture populaire
Les thèmes de cette symphonie ont souvent été repris à diverses fins. On peut par exemple citer :
- la chanson populaire américaine Going home est une reprise de la mélodie du cor anglais solo au début du 2e mouvement[13],[4]. Il s'agit peut-être du seul exemple recensé d'une chanson populaire traditionnelle inspirée par une symphonie[14]. Le groupe de rock Santana a repris cette chanson populaire dans son album Welcome ;
- le thème 7 de la bande originale de Space Adventure Cobra est une adaptation jazz du premier mouvement de la 9e symphonie de Dvorak ;
- la chanson Initials B.B. de Serge Gainsbourg contient un extrait du premier mouvement (le premier thème, d'abord joué par les cors et les cordes dans la symphonie, et qui reviendra de manière plus ou moins cyclique)[15],[16] ;
- une autre chanson de Serge Gainsbourg, Requiem pour un con, reprend (de manière très personnelle et un peu ornée) le thème écrit par Antonín Dvořák comme premier motif du quatrième et dernier mouvement de cette symphonie[15],[16] ;
- la version animée du manga japonais One Piece, qui contient un extrait du 4e mouvement lors du combat final de Luffy contre Crocodile au Royaume d'Alabasta, dans l'épisode 126 ;
- le générique des Médicales, émissions produites par Étienne Lalou et réalisées par Igor Barrère dès 1958, qui est constitué du début du 4e mouvement.  Ce générique sera repris sur Antenne 2 pour les émissions médicales trimestrielles Indications de 1975 à 1984[17];
- l'émission de la RTBF La Semaine infernale utilisait le début du 4e mouvement pour son générique de fin. Dans la même émission, une séquence (« J'ai testé pour vous ») du comédien Éric De Staercke était annoncée par les premières mesures du début du 3e mouvement ;
- la chanson The Wizard Last Rhymes de l'album Rain Of A Thousand Flames du groupe de metal symphonique / power metal épique italien Rhapsody of Fire ;
- la chanson Guds fortapelse - Åpenbaring av dommedag de l'album Stormblåst du groupe de black metal symphonique Dimmu Borgir ;
- le morceau By The Gates Of Moria de l'album Battalions Of Fear du groupe de power metal allemand Blind Guardian, également inspiré du 4e mouvement de cette symphonie ;
- une reprise du 4e mouvement, sur l'album The Miskolc Experience du groupe de metal Therion ;
- une reprise du 1er mouvement, sur l'album The Classical Conspiracy du groupe de metal symphonique Epica, enregistré au même endroit que le précédent, avec le même orchestre, et l'air principal de ce mouvement peut aussi être entendu une fois dans une chanson de leur premier album (The Phantom Agony : Illusive Consensus ;
- dans l'anime Kenko Zenrakei Suieibu Umishô, le dixième épisode contient un extrait du 4e mouvement ;
- dans la version animée du manga japonais Major, l'épisode 123 (Saison 5, épisode 19) reprend le début du 4e mouvement ;
- la chanson Going Home de l'album CD Angel Voices et du DVD de même nom, du chœur de garçons britanniques Libera, est basée sur le début du 2e mouvement ;
- dans la version animée du roman japonais Nogizaka Haruka no Himitsu, l'épisode 11 et 12 reprennent le début du 4e mouvement ;
- le thème jazz Goin' Home du saxophoniste Ike Quebec, figurant sur son album Soul Samba, est un arrangement du mouvement Largo ;
- la Symphonie est jouée dans Les Naufragés du Fol Espoir, spectacle du Théâtre du Soleil, et dans son adaptation cinématographique ;
- le cantique Un monde meilleur s'inspire directement du 2e mouvement ;
- transcription pour contrebasse solo du 2e mouvement par Mauricio Romero[18] ;
- les jeux de rythme de la série Taiko no Tatsujin' incluent dans leur playlist le 4e mouvement ;
- le thème musical principal du Seigneur des anneaux : Le Retour du roi est fortement inspiré du 2e mouvement ;
- le thème principal de Seul au monde est, lui aussi, fortement inspiré du 2e mouvement ;
- dans le film Underground d'Emir Kusturica ;
- dans la version anime du manga Sket Dance, l'épisode 8 reprend le début du 4e mouvement ;
- dans le jeu vidéo Asura's Wrath, le début du 4e mouvement est utilisé comme thème pendant le combat contre le boss Augus ;
- dans le morceau Classical Homicide de Dalek, le début de Symphonie no 9 en mi mineur est utilisé ;
- dans le jeu vidéo Catherine, le premier mouvement est repris dans une musique qui accompagne l'escalade de la Cour lors de la 5e nuit de cauchemar ;
- le thème principal du 4e mouvement sert de base à un chant des Bad Gones supporters de l'Olympique lyonnais[19] ;
- dans le jeu vidéo Civilization 4 on peut entendre le deuxième mouvement à l'ère industrielle, de même dans sa suite Civilization 5 ;
- dans un sketch de l'humoriste Albert Dupontel, on entend le début du quatrième mouvement ;
- sur la piste no 203 de l'audioguide de la statue de la Liberté ;
- sur la place de la République le 20 avril 2016 dans le cadre de la manifestation Nuit debout, par plus de 350 musiciens bénévoles[20],[21] ;
- dans le jeu vidéo EarthBound, un saxophoniste joue le thème du 2nd mouvement ;
- la chanson Infunde Amorem du groupe Les Prêtres s'inspire du 4e mouvement ;
- le thème musical des Dents de la mer de John Williams s'inspire sensiblement des toutes premières notes du 4e mouvement ;
- le thème musical d'une piste (Kuuchuu Shinden) de la bande originale de la série d'animé japonaise Jikuu Tenshou Nazca est inspiré d'un motif du 1er mouvement ;
- le lutteur autrichien WALTER utilise le 4e mouvement comme musique d'entrée ;
- dans sa chanson Le Nouveau Monde, sortie en 1976, Yves Simon utilise et interprète un thème célèbre de la symphonie ;

- dans l'épisode 7 de la saison 2 de Glee, le 4e mouvement est utilisé au tout début de l'épisode lorsque le principal Figgins se fait contaminer par un virus ;
- dans l'épisode 13 de la saison 5 de Chuck, le 4e mouvement est joué juste avant que Jeffster et Morgan ne rentrent sur scène pour remplacer le chef d'orchestre ;
- dans l'anime Shin sekai yori (From the New World), on peut entendre à plusieurs reprises le thème Going home ;
- dans la série Lupin produite par Netflix, la mélodie est jouée dans une scène où Assane (Omar Sy) est à l'opéra (saison 2, épisode 5) ;
- le groupe de musique folk Accordzêam a remporté en 2011 la première édition de La Grande Battle avec une réinterprétation très libre du 4e mouvement. Il a par la suite enregistré les quatre mouvements sur son album Symphonique[22].